# Trận Buzancy
Trận chiến Buzancy là một cuộc giao tranh quy mô nhỏ trong cuộc tấn công vào Pháp của quân đội Đức trong các năm 1870 – 1871, đã diễn ra vào ngày 27 tháng 8 năm 1870, tại Buzancy (nằm trên con đường từ Stenay đến Vouziers về hướng tây), nước Pháp . Lực lượng tiền vệ của Lữ đoàn số 24 (dưới quyền chỉ huy của Thiếu tướng Friedrich Senfft von Pilsach) của một sư đoàn kỵ binh Sachsen thuộc Tập đoàn quân Maas (nói cách khác là Tập đoàn quân số 4) do Thái tử Albert của Sachsen chỉ huy) của quân đội Phổ, đã giành chiến thắng trước Trung đoàn kỵ binh nhẹ Chasseur số 12 thuộc Quân đoàn V của quân đội Đế chế Pháp dưới quyền chỉ huy của viên tướng Pierre-Louis Charles de Failly (một phần thuộc Tập đoàn quân Châlons do Thống chế Patrice de Mac-Mahon), sau một trận giao chiến dữ dội. Bị đánh bất ngờ trong trận giao đấu của kỵ binh này, đội hình của quân Pháp đã bị xé lẻ và hầu như là bị tiêu diệt hoàn toàn. Về phía Phổ – Đức, đội trưởng của hai đội kỵ binh tham gia trong trận chiến đều bị thương. Cuộc thất bại tại Buzancy đã buộc các đội kỵ binh Pháp phải triệt thoái khỏi đây, và trận Buzancy có thể được xem là một cuộc đụng độ bằng kỵ binh và pháo đội kỵ binh đặc trưng nhất trong cuộc chiến tranh.
Với trận đánh khốc liệt tại Gravelotte vào ngày 18 tháng 8 năm 1870, các lực lượng của Thống chế Pháp François Achille Bazaine đã bị đẩy lùi về Metz. Nhận được mệnh lệnh từ thủ đô Paris, Thống chế Patrice de Mac-Mahon, cùng với chính Hoàng đế Napoléon III của Pháp, sẽ phải tiến quân từ Châlons qua Reims và Rethel về phía bắc, nhằm tiến xuống Metz để giải cứu cho Bazaine vốn đang rơi vào vòng vây của quân đội Phổ. Trong khi đó, vào ngày 23 tháng 8, các tập đoàn quân của Đức đã khởi đầu cuộc hành quân xuống Châlons. Mặc dù vậy, vào ngày 24 tháng 8, Tổng hành dinh của Tập đoàn quân do Thái tử Friedrich Wilhelm chỉ huy tại Ligny đã nhận được tin về sự trống rỗng của doanh trại quân Pháp ở Châlons, và cho đến ngày 25 tháng 8 tình hình đã cho thấy rõ ràng là MacMahon đang mang quân đi cứu viện Bazaine. Vào ngày 26 tháng 8 năm 1870, Tập đoàn quân Maas đã phát hiện được quân của MacMahon, do đó mọi tập đoàn quân của Đức đều được lệnh bắc tiến trong đó Tập đoàn quân Maas nằm ở cánh trái của đội hình. Vào buổi sáng ngày 27 tháng 8, Sư đoàn kỵ binh Sachsen – lực lượng yểm trợ của Quân đoàn XVII vốn có trách nhiệm vượt sông Meuse tại Dun – đã triệu tập Lữ đoàn số 24 của mình tại Landres. Lữ đoàn kỵ binh này đã tiến hành một cuộc thám sát theo hướng tây bắc tới Youziers và Buzancy, và lực lượng tiền vệ của Trung đoàn Kỵ binh số 3 và một khẩu đội pháo của pháo đội kỵ binh Đức, sau khi đến Remonville, đã đến Buzancy và phát hiện Trung đoàn kỵ binh Chasseur số 12 của Pháp ở thị trấn này Sau khi cuộc thám thính được hoàn tất, Von Pilsach nhận thấy quân Pháp yếu nên hạ lệnh cho quân tiền vệ tiến công đối phương. Các đội kỵ binh Pháp bị đập tan, phải thoái lui về Buzancy. Bất chấp sự kháng cự quyết liệt của quân Pháp, quân Đức đã tràn được vào thị trấn. Một trận giáp lá cà ác liệt đã bùng nổ, và quân Pháp với quân số đông hơn đã đánh bật được quân Đức ra khỏi Buzancy. Mặc dù vậy, đại úy Von Woldersdorf – đội trưởng của đội kỵ binh thứ nhất – vốn đã chiếm giữ một vị trí ở hướng đông Remonville – đã nhận biết chính xác tình hình. Ông dẫn thẳng quân vào một vị trí thuận lợi, và thế trận đã xoay chuyển đúng theo nhận định của ông: cuộc tấn công của ông bên sườn trái của quân kỵ binh Pháp đã tạo điều kiện cho quân Đức tập kết lại, và các kỵ binh Pháp – bị tấn công trực diện và bên sườn – một lần nữa bị đánh lùi vào trong thị trấn.
Song, súng cạc-bin của Pháp đã ngăn được bước tiến của quân Sachsen vào ngôi làng, gây thiệt hại nặng nề cho quân Đức. Thế tấn công lại thuộc về quân kỵ binh Pháp, và trước tình hình đó khẩu đội kỵ pháo của Đức đã khai hỏa mạnh mẽ vào đối phương. Hỏa lực của Đức đã quyết định cho trận chiến: quân Pháp bị buộc phải cuống cuồng tháo chạy. Trận chiến tại Buzancy cho thấy sự bất thành của Mac-Mahon, và Sư đoàn Kỵ binh Sachsen đã tiếp tục nhiệm vụ trinh sát của mình. Đến ngày 30 tháng 8 năm 1870, quân chủ lực của hai bên đã đụng độ với nhau trong trận Beaumont. Đây lại là một thất bại quyết liệt của quân đội Pháp trước quân đội đối phương. Trận đánh Buzancy đã cho thấy hiệu quả của pháo đội kỵ binh trong chiến đấu. Mặc dù quân Pháp có lợi thế về quân số, sự thiếu thốn pháo binh đã dẫn đến thất bại của họ.